# Franco Trincavelli
Franco Trincavelli, italijanski veslač, * 7. junij 1935, † 10. november 1983.
Trincavelli je za Italijo nastopil na Poletnih olimpijskih igrah 1956 in 1960.
Na igrah v Melbourneu je s četvercem s krmarjem osvojil zlato medaljo, štiri leta kasneje pa je v isti disciplini osvojil še bron. 